# Prosper Giquel
Prosper Marie Giquel (a volte scritto Gicquel) (Lorient, 20 novembre 1835 – Cannes, 19 febbraio 1886) è stato un militare francese. Ebbe un ruolo importante nella modernizzazione della Cina del XIX secolo, ma negli ultimi anni della sua vita vide gran parte dei suoi sforzi resi vani dalla guerra franco-cinese. Utilizzò il nome cinese di 日意格T, Ri YigeP.

## Carriera
Formatosi alla Scuola navale di Cherbourg, combatté contro i russi nella guerra del Baltico e nella guerra di Crimea. All'età di 19 anni fu nominato cavaliere della Legion d'Onore per il suo coraggio in battaglia.
Giquel arrivò in Cina nel 1857 come aspirante ufficiale di prima classe sulla fregata Audacieuse, durante la seconda guerra dell'oppio, e partecipò alla presa di Canton. Distaccato in questa città per un servizio a terra, colse l'occasione per studiare il cinese, raggiungendo dopo soli 18 mesi una buona padronanza della lingua. Alla fine del 1861 fu assunto nel Servizio imperiale cinese delle dogane marittime, di cui era a capo Robert Hart: nell'ambito del movimento di autorafforzamento la dinastia Qing aveva infatti scelto degli stranieri per gestire le dogane cinesi, al fine di evitare la corruzione. Giquel divenne direttore dell'ufficio di Ningbo, dove rimase fino a quando, nel dicembre 1861, la città non fu conquistata dalle forze della rivolta dei Taiping.

### Rivolta dei Taiping
Nella primavera del 1862 Giquel fu impegnato nella campagna anglo-francese contro i ribelli che occupavano Shanghai. Alla fine del 1862 tornò a Ningbo, per organizzare l'"Armata sempre trionfante" (常捷軍), una forza franco-cinese, costituita da 2000-3000 soldati cinesi sotto supervisione francese, complementare all'"Armata sempre vittoriosa" (in cinese 常勝軍, in inglese Ever Victorious Army), una forza anglo-cinese comandata da Frederick Townsend Ward. Il 15 marzo 1863 la forza franco-cinese, comandata dal sottufficiale Paul d'Aiguebelle (德克碑), riconquistò la città di Shaoxing, che era stata occupata dai ribelli Taiping. Giquel fu ferito a Shangyu e dovette tornare in Francia per essere curato. Nominato tenente di vascello, tornò in Cina nel giugno 1864. Prese quindi il comando della forza franco-cinese, sostituendo Paul d'Aiguebelle che era rientrato in Francia, e la guidò a fianco dell'esercito cinese, contribuendo nel luglio 1864 a cacciare i Taiping da Nanchino. La forza fu sciolta nell'ottobre 1864, in accordo con Zuo Zongtang.

### L'arsenale di Fuzhou

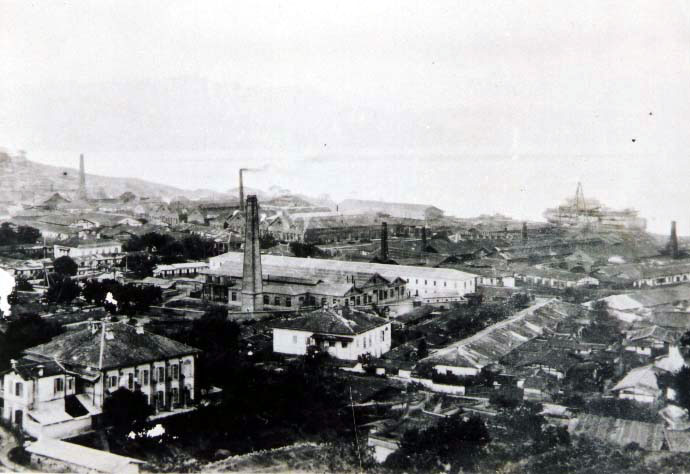
L'Arsenale di Fuzhou a Mawei

Nel 1866 Giquel prese parte alla progettazione e all'organizzazione dell'arsenale di Fuzhou, ideato da Zuo Zongtang. Dal 1867 al 1874 fu il direttore europeo del progetto, che Shen Baozhen diresse come inviato imperiale. Lo scopo dell'arsenale era quello di creare una moderna flotta cinese di navi da guerra e da trasporto e di insegnare ai cinesi le tecniche europee. Questi sforzi contribuirono al movimento di autorafforzamento per l'acquisizione di conoscenze occidentali: allo stesso modo l'arsenale di Nanchino fu posto sotto la responsabilità dell'inglese Halliday Macartney. Fu anche istituita una scuola francese in cui Giquel addestrò il giovane Chen Jitong.
Dopo la fine del suo periodo di amministrazione diretta del progetto nel 1874, Giquel continuò a lavorare nell'arsenale come consulente, addetto agli approvvigionamenti. Fu co-direttore della missione di formazione cinese del 1877, il cui scopo era quello di fornire un'istruzione tecnica avanzata ad integrazione del programma di formazione dell'arsenale, e quindi di formare i primi ingegneri cinesi. Giquel organizzò l'arrivo in Europa dei migliori studenti delle scuole dell'arsenale di Fuzhou, che inserì nelle scuole di ingegneria per completare la loro formazione.

### Consigliere diplomatico
A partire dalla metà degli anni 1870 Giquel fu sempre più coinvolto nella diplomazia internazionale. Prestò servizio come consigliere durante la crisi di Taiwan del 1874 e nel 1881 aiutò Zeng Jize a risolvere pacificamente la questione di Yining tra Cina e Russia. Trascorse i suoi ultimi anni, tra il 1883 e il 1885, cercando di porre fine alla guerra franco-cinese. L'evento più drammatico per Giquel fu sicuramente la battaglia di Fuzhou dell'agosto 1884, che vide la distruzione da parte della marina francese dell'arsenale di Fuzhou, il principale risultato di tutta la sua carriera in Cina.
Nel 1875 fu nominato ufficiale della Legion d'Onore. Morì a Cannes il 19 febbraio 1886, mentre si preparava a partire per la Cina alla testa di una nuova missione di formazione.

## Opere
- (FR) Prosper Giquel, A Journal of the Chinese Civil War, 1864, a cura di Steven A Leibo, traduzione di Steven A. Leibo e Debbie Weston, Honolulu, University of Hawaii Press, 1985.
- (FR) Prosper Giquel, La politique française en Chine depuis les traités de 1858 et de 1860, Parigi, Guillaumin et Cie, 1872.
- (EN) Prosper Giquel, The Foochow Arsenal, and Its Results [L'Arsenal de Fou-Tcheou: ses résultats], traduzione di H. Lang, Shaghai, Shanghai Evening Courier, 1874.
- (FR) Gabriel Lemaire e Prosper Giquel, Dictionnaire de poche français-chinois, suivi d'un dictionnaire technique des mots usités à l'arsenal de Fou-Tcheou, Shanghai, American Presbyterian Mission Press, 1874.